# Partit Socialista Italià
|  | «Partit Socialista Italià» redirigeix aquí. Vegeu-ne altres significats a «Partit Socialista Italià (desambiguació)». |

El Partit Socialista Italià (italià Partito Socialista Italiano, PSI) va ser un partit polític italià fundat en 1892. Durant anys va ser el principal partit italià d'esquerres però després de la Segona Guerra Mundial va ser substituït en gran part pel Partit Comunista Italià. El PSI es va veure embolicat en l'escàndol de Tangentopoli que va afectar molt Bettino Craxi, secretari general del PSI, i que provocar la dissolució del partit en 1994. El PSI va sofrir moltes escissions al llarg de la seva història. La més important va ser la del Partit Comunista Italià. Les altres escissions van dur a la creació de diversos partits socialistes que prenien en general els mateixos noms que anteriors escissions o antigues denominacions del mateix PSI. Com per exemple el Partit Socialista Unitari (creat per escissions en 1921, 1949 i 1969). Després de la dissolució del PSI, diversos partits han disputat l'herència socialista, però els principals són Socialistes Italians (Socialisti Italiani) i Federació Laborista (Federazione Laburista). Aquest últim participaria en la creació de Demòcrates d'Esquerra que és el major partit del centreesquerra italià.

## Història

### Fundació i primera gran escissió
En Itàlia el moviment obrer s'havia organitzat en un gran nombre d'associacions cooperatives i lligues molt influïdes per l'anarquisme i el sindicalisme i no s'havia format un partit socialista unificat fins a 1892 promogut per Filippo Turati, Claudio Treves i Leonida Bissolati. Aquest any neix a Gènova el Partit Obrer Italià (Partito dei Lavoratori Italiani). En 1883 el partit pren la seva actual denominació de Partit Socialista Italià . Els conflictes entre reformistes, com Bissolati i Turati, i maximalistas, com Antonio Labriola, influït per l'anarcosindicalisme van provocar constants crisis en els primers anys del partit. Els reformistes van obtenir la majoria en els congressos de 1900 i 1902, però la van perdre en el de 1904. Durant l'annexió de Líbia per Itàlia el PSI es va enfrontar a una crisi profunda de la qual van sortir vencedors els maximalistes contraris a l'annexió, aleshores dirigits per Benito Mussolini i els reformistes van ser expulsats en 1912, formant el Partit Socialista Reformista Italià. Una altra crisi va assotar al partit durant la Primera Guerra Mundial, amb l'enfrontament entre bel·licistes i contraris a la participació d'Itàlia en la guerra, que es va saldar amb l'expulsió en 1914 de Benito Mussolini, que contràriament a les seves antigues posicions ara era un fervorós defensor de la guerra. Es trobarà un punt de mediació en la fórmula: "ni adherir-se, ni sabotejar" de Costantino Lazzari.
En 1921 es va produir l'escissió del Partit Comunista i en 1922 el sector reformista de Turati va formar el Partit Socialista Unitari. A partir del 1925 els diversos partits socialistes són obligats a la clandestinitat o a l'exili, sobretot després de la mort de Giacomo Matteotti.

### Refundació en el 1943

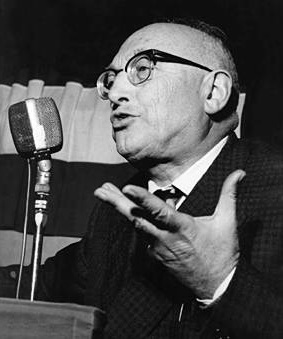
Pietro Nenni.

Després d'un llarg parèntesi causat per la dictadura de Benito Mussolini, el PSI reneix. El 22 d'agost de 1943 neix el Partit Socialista Italià d'Unitat Proletària (PSIUP) que reagrupa a una gran part de l'esquerra antifeixista. Pietro Nenni és nomenat secretari i participa en el tripartit (PCI-PSIUP-DC) del Comitè d'Alliberament Nacional. En aquest primer període democràtic, el partit socialista és molt lligat al Partit Comunista.

### El PSI en la Itàlia republicana
El 10 de juny de 1947, el PSIUP recupera la denominació de Partit Socialista Italià (PSI). El partit sofreix una escissió socialdemòcrata que culmina amb la creació del Partit Socialista dels Treballadors Italians (Partito Socialista dei Lavoratori Italiani, PSLI). Alhora el PSI es va distanciant dels comunistes ja definitivament lligats a l'estalinisme soviètic. No obstant això decideix realitzar un front comú al costat del PCI, el Front Democràtic Popular, per a les eleccions d'abril de 1948. Aquesta posició els fa perdre a l'any següent a part de l'ala dreta del partit. Els ex socialistes s'uniran al desembre de 1949 a una part dels socialdemòcrates sortits del PSLI donant vida a un nou partit que tindrà el nom de Partit Socialista Unitari. Al maig de 1951 el PSLI i el PSU es fonen en el Partit Socialista – Secció Italiana de la Internacional Socialista (PS-SIIS), que el gener de 1952 donarà lloc al Partit Socialista Democràtic Italià (PSDI). El congrés de Venècia del 1957 va significar un viratge important en les relacions del PSI amb la resta de partits. Els socialistes comencen a veure amb bons ulls una aliança amb els moderats de la Democràcia Cristiana. Així, es reforça el nexe socialisme-democràcia, deixant de banda als comunistes. En el 1963 el PSI sofreix novament una escissió. Aquesta vegada és el corrent d'esquerra del partit la donarà vida al Partit Socialista Italià d'Unitat Proletària (PSIUP). El 30 d'octubre del 1966 el PSI i el PSDI es reunifiquen en el PSI-PSDI Unificats. Dos anys després retorna la denominació de Partit Socialista Italià (PSI). Però la unitat dura poc i després d'una escissió dels components socialdemòcrates, al juliol de 1969 neix un nou Partit Socialista Unitari que al febrer de 1971 retorna al nom de Partit Socialista Democràtic Italià (PSDI).

### Bettino Craxi, primer ministre

Bettino Craxi.

Després d'aquesta última escissió, el PSI, dirigit per Francesco de Martino, realitza un viratge cap a l'esquerra que es concreta en 1976. Aquest any el PSI retira el suport als governs de la Democràcia Cristiana. No obstant això, el PSI li retira la confiança a De Martino i tria al jove Bettino Craxi com a secretari nacional del partit mentre el dirigent sicilià Salvatore Lauricella és nominat primer sotssecretari i després president del "clavell vermell" nou símbol adoptat pel partit. En el 1980 s'inaugura el Pentapartit italià constituït pel PSI al costat de DC, PSDI, Partit Liberal Italià i el Partit Republicà Italià. Fins a 1983, Craxi liderarà al Pentapartit com a primer ministre. Després, fins a 1988, el primer ministre vindrà de la Democràcia Cristiana. En el 1985 el PSI remou la falç i el martell del seu propi símbol per a remarcar la seva intenció de construir una esquerra alternativa, dirigida pel PSI i no pel PCI. L'electorat premia solament parcialment al nou PSI: el percentatge de vot salta del 9% obtingut en el 1979 al 14% en el 1987, però tanmateix els socialistes queden lluny del PCI, el qual obté el 26% dels vots. Amb la caiguda el mur de Berlín el 1989, i la consegüent crisi del Partit Comunista, Craxi inaugura la idea de la "Unitat Socialista". Els primers resultats electorals semblen encoratjadors, perquè en les eleccions regionals del 1990, el PSI aconsegueix un 18% com mitjana nacional.

### La crisi de 1992 i dissolució
En el partit esclata la crisi en el 1992, a continuació de l'escàndol de Tangentopoli, dut a terme pel magistrat de Mans Netes, Antonio di Pietro, que deixa en crisi als principals partits de la política italiana. En les eleccions d'abril de 1992, el PSI aconsegueix el 13’5% dels vots (perd un 1,1% respecte a les eleccions precedents) fent-se amb 92 diputats i 49 senadors. El socialista Giuliano Amato arriba a ser primer ministre malgrat la crisi, però el seu govern durarà menys d'un any, a causa de les crítiques al finançament públic dels partits. A partir de maig del 1992, es prenen mesures legals contra molts parlamentaris, entre ells alguns socialistes per la corrupció en el finançament dels partits. Craxi dimiteix de secretari del PSI al febrer del 1993, acusat de corrupció. La direcció del partit passa a Giorgio Benvenuto, però tot just 100 dies després li succeïx Ottaviano del Turco. Per a intentar salvar el partit, Del Turc promet que cap candidatura socialista tindrà a qualsevol acusat de corrupció. Però aquest gest no produïx resultats: en les eleccions polítiques del 1994 aconsegueix 800.000 vots (un 2,5%). Aconsegueix 14 diputats contra els 92 electes en el 1992. En les eleccions europees de 1994 aconsegueix el'1 8% dels vots continuant d'aquesta forma el descens en percentatge de vots. Valdo Spini, nominat coordinador del partit al juny del 1994 en substitució de Ottavino del Turco és l'últim secretari del PSI. Copejat per una campanya mediàtica agressiva, el PSI es dissol el 13 de novembre de 1994.

## Resultats electorals

### Parlament Italià
| Any  | Líder                                           | Vots                                            | %                                               | Diputats                                        | +/−                                             | Vots                                            | %                                               | Senadors                                        | +/-                                             |
| ---- | ----------------------------------------------- | ----------------------------------------------- | ----------------------------------------------- | ----------------------------------------------- | ----------------------------------------------- | ----------------------------------------------- | ----------------------------------------------- | ----------------------------------------------- | ----------------------------------------------- |
| 1895 | Andrea Costa                                    | 82,523 (4t)                                     | 6.8                                             | 15 / 508                                        | Nou                                             |                                                 |                                                 |                                                 |                                                 |
| 1897 | Filippo Turati                                  | 82,536 (5è)                                     | 3.0                                             | 15 / 508                                        | =                                               |                                                 |                                                 |                                                 |                                                 |
| 1900 | Filippo Turati                                  | 164,946 (3r)                                    | 13.0                                            | 33 / 508                                        | 17                                              |                                                 |                                                 |                                                 |                                                 |
| 1904 | Filippo Turati                                  | 326,016 (2n)                                    | 21.3                                            | 29 / 508                                        | 4                                               |                                                 |                                                 |                                                 |                                                 |
| 1909 | Filippo Turati                                  | 347,615 (2n)                                    | 19.0                                            | 41 / 508                                        | 12                                              |                                                 |                                                 |                                                 |                                                 |
| 1913 | Costantino Lazzari                              | 883,409 (2n)                                    | 17.6                                            | 52 / 508                                        | 11                                              |                                                 |                                                 |                                                 |                                                 |
| 1919 | Nicola Bombacci                                 | 1,834,792 (1r)                                  | 32.3                                            | 156 / 508                                       | 104                                             |                                                 |                                                 |                                                 |                                                 |
| 1921 | Giovanni Bacci                                  | 1,631,435 (1r)                                  | 24.7                                            | 123 / 535                                       | 33                                              |                                                 |                                                 |                                                 |                                                 |
| 1924 | Tito Oro Nobili                                 | 360,694 (4t)                                    | 5.0                                             | 22 / 535                                        | 101                                             |                                                 |                                                 |                                                 |                                                 |
| 1929 | Prohibició del partit durant la Itàlia Feixista | Prohibició del partit durant la Itàlia Feixista | Prohibició del partit durant la Itàlia Feixista | Prohibició del partit durant la Itàlia Feixista | Prohibició del partit durant la Itàlia Feixista | Prohibició del partit durant la Itàlia Feixista | Prohibició del partit durant la Itàlia Feixista | Prohibició del partit durant la Itàlia Feixista | Prohibició del partit durant la Itàlia Feixista |
| 1934 | Prohibició del partit durant la Itàlia Feixista | Prohibició del partit durant la Itàlia Feixista | Prohibició del partit durant la Itàlia Feixista | Prohibició del partit durant la Itàlia Feixista | Prohibició del partit durant la Itàlia Feixista | Prohibició del partit durant la Itàlia Feixista | Prohibició del partit durant la Itàlia Feixista | Prohibició del partit durant la Itàlia Feixista | Prohibició del partit durant la Itàlia Feixista |
| 1946 | Pietro Nenni                                    | 4,758,129 (2n)                                  | 20.7                                            | 115 / 556                                       | 115                                             |                                                 |                                                 |                                                 |                                                 |
| 1948 | Pietro Nenni                                    | Dins del FDP                                    | Dins del FDP                                    | 53 / 574                                        | 62                                              | Dins del FDP                                    | Dins del FDP                                    | 41 / 237                                        |                                                 |
| 1953 | Pietro Nenni                                    | 3,441,014 (3r)                                  | 12.7                                            | 75 / 590                                        | 22                                              | 2,891,605 (3r)                                  | 11.9                                            | 26 / 237                                        | 15                                              |
| 1958 | Pietro Nenni                                    | 4,206,726 (3r)                                  | 14.2                                            | 84 / 596                                        | 9                                               | 3,682,945 (3r)                                  | 14.1                                            | 36 / 246                                        | 10                                              |
| 1963 | Pietro Nenni                                    | 4,255,836 (3r)                                  | 13.8                                            | 83 / 630                                        | 1                                               | 3,849,495 (3r)                                  | 14.0                                            | 44 / 315                                        | 8                                               |
| 1968 | Francesco De Martino                            | 4,605,832 (3r)                                  | 14.5                                            | 62 / 630                                        | 21                                              | Dins del PSU                                    | Dins del PSU                                    | 36 / 315                                        | 8                                               |
| 1972 | Francesco De Martino                            | 3,210,427 (3r)                                  | 10.0                                            | 61 / 630                                        | 1                                               | 3,225,707 (3r)                                  | 10.7                                            | 33 / 315                                        | 3                                               |
| 1976 | Francesco De Martino                            | 3,542,998 (3r)                                  | 9.6                                             | 57 / 630                                        | 4                                               | 3,208,164 (3r)                                  | 10.2                                            | 30 / 315                                        | 3                                               |
| 1979 | Bettino Craxi                                   | 3,630,052 (3r)                                  | 9.9                                             | 62 / 630                                        | 5                                               | 3,252,410 (3r)                                  | 10.4                                            | 32 / 315                                        | 2                                               |
| 1983 | Bettino Craxi                                   | 4,223,362 (3r)                                  | 11.4                                            | 73 / 630                                        | 11                                              | 3,539,593 (3r)                                  | 11.4                                            | 38 / 315                                        | 6                                               |
| 1987 | Bettino Craxi                                   | 5,505,690 (3r)                                  | 14.3                                            | 94 / 630                                        | 21                                              | 3,535,457 (3r)                                  | 10.9                                            | 43 / 315                                        | 5                                               |
| 1992 | Bettino Craxi                                   | 5,343,808 (3r)                                  | 13.6                                            | 92 / 630                                        | 2                                               | 4,523,873 (3r)                                  | 13.6                                            | 49 / 315                                        | 6                                               |
| 1994 | Ottaviano Del Turco                             | 849,429 (10è)                                   | 2.2                                             | 15 / 630                                        | 77                                              | 103,490 (11è)                                   | 0.3                                             | 9 / 315                                         | 40                                              |

### Parlament Europeu
| Any  | Líder               | Vots           | %    | Escons  | +/− |
| ---- | ------------------- | -------------- | ---- | ------- | --- |
| 1979 | Bettino Craxi       | 3,866,946 (3r) | 11.0 | 9 / 81  | Nou |
| 1984 | Bettino Craxi       | 3,940,445 (3r) | 11.2 | 9 / 81  | =   |
| 1989 | Bettino Craxi       | 5,151,929 (3r) | 14.8 | 12 / 81 | 3   |
| 1994 | Ottaviano Del Turco | 606,538 (10è)  | 1.8  | 2 / 87  | 10  |

### Eleccions regionals
| Any  | Líder                | Vots           | %    | Escons    | +/− |
| ---- | -------------------- | -------------- | ---- | --------- | --- |
| 1970 | Francesco De Martino | 2,837,451 (3r) | 10.4 | 67 / 720  | Nou |
| 1975 | Francesco De Martino | 3,631,912 (3r) | 12.0 | 82 / 720  | 15  |
| 1980 | Bettino Craxi        | 3,851,722 (3r) | 12.7 | 86 / 720  | 4   |
| 1985 | Bettino Craxi        | 4,267,959 (3r) | 13.3 | 94 / 720  | 8   |
| 1990 | Bettino Craxi        | 4,884,179 (3r) | 15.3 | 113 / 720 | 19  |

## Secretaris generals del PSI
a partir de 1943
- Pietro Nenni (agost 1943)
- Sandro Pertini (abril 1945)
- Ivan Matteo Lombardo (abril 1946)
- Lelio Basso (gener 1947)
- Alberto Jacometti (juny 1948)
- Pietro Nenni (maig 1949)
- Francesco De Martino (novembre 1963)
- Francesco De Martino e Mario Tanassi, co-secretari (octubre 1966)
- Mauro Ferri (octubre 1968)
- Francesco De Martino (juliol 1969)
- Giacomo Mancini (abril 1970)
- Francesco De Martino (novembre 1972)
- Bettino Craxi (juliol 1976)
- Giorgio Benvenuto (febrer 1993)
- Ottaviano Del Turco (maig 1993 - novembre 1994)
- Valdo Spini (juny 1994)